# Enmielen
Enmielen (ros. Энмелен) – wieś w Rosji, w Czukockim Okręgu Autonomicznym, w rejonie prowidieńskim. W 2010 liczyła 367 mieszkańców.